# 浦和ワシントンホテル
浦和ワシントンホテル（うらわワシントンホテル、英: Urawa Washington Hotel）は、埼玉県さいたま市浦和区にあるホテルである。
藤田観光が運営するホテルチェーン、「ワシントンホテル」のひとつであり、1998年（平成10年）に開業した。

## 概要
ホテルの所在地には1969年（昭和44年）に西友浦和店が開店し、営業していたが1992年（平成4年）に閉店した。その跡地に1998年（平成10年）10月ワシントンホテルが竣工し、開業した。翌年1999年（平成11年）には近隣に浦和ロイヤルパインズホテル（現：ロイヤルパインズホテル浦和）も開業している。その余波を受けて駅から遠かった浦和東武ホテルが閉店している。
建物は地上12階建てで、12階部分がレストラン浦和椿山荘、11階〜4階が客室、3階が宴会場・フロント、1階と2階にはワシントングルメスクエアとしてチェーン店などが入居し、一画にはCityFMさいたまのサテライトスタジオがあり、浦和レッドダイヤモンズの試合時には見学者が多数集まる。
駐車場は地下に71台用意されている。

## 施設

### 宿泊
4階〜11階 総客室数：140室
- シングル
- ダブル
- ツイン

### レストラン
- 浦和椿山荘（12階、和食レストラン）

### 宴会場
- プリムローズ - 会食や会議、展示会などにも利用できる多目的スペース。会食の場合、着席で180名、立席で250〜300名が収容できる。

### ワシントングルメスクエア
- 日本海庄やなど10店舗。

## アクセス
- 東日本旅客鉄道（JR東日本）各線「浦和駅」下車、西口より徒歩3分。
- 東京空港交通（リムジンバス）：浦和駅西口に停車。
  - 東京国際空港から約55〜115分。

## 周辺
- 伊勢丹浦和店[1]
- 浦和コルソ
- 浦和パルコ
- 浦和中郵便局
- 埼玉会館
- 埼玉県庁
- 調神社
- 玉蔵院
- 須原屋本店